# Beverly Lynne
Beverly Lynne Hubscher, znana jako Beverly Lynne (ur. 31 października 1973 w Sellersville w stanie Pensylwania, USA) – hollywoodzka aktorka kojarzona głównie z pracą przy filmach erotycznych. Alternatywnie udziela się pod pseudonimami: Beveryly Hübscher, Beverly Lynn, Beverly Lynne Meadows, Amber Lain.
Była cheerleaderką ligi National Football League (NFL); w latach 1998–2000 dopingowała drużynie Philadelphia Eagles. W roku 2001 rozpoczęła karierę aktorską od występu w niezależnym horrorze The Zombie Chronicles. Stale gościła na ekranach telewizyjnych w serialach: Cinemax Black Tie Nights (jako Candi Hicks), Playboy TV 7 Lives Exposed (jako Bess) oraz here! The Lair (jako Laura Rivers).
Od 2006 roku żona aktora i modela Glena Paula Meadowsa (ur. 1976). Rezyduje w Las Vegas i wychowuje córkę Briannę.